# Cullen australasicum
Cullen australasicum là một loài thực vật có hoa trong họ Đậu. Loài này được (Schltdl.) J.W. Grimes miêu tả khoa học đầu tiên năm 1996.